# No Way Out 2008
No Way Out 2008 è stata la decima edizione dell'omonimo evento in pay-per-view prodotto dalla WWE. L'evento si è svolto il 17 febbraio 2008 presso il Thomas & Mack Center di Paradise.

## Storyline
A Royal Rumble, il rientrante John Cena vinse il Royal Rumble match dopo aver eliminato per ultimo Triple H, ottenendo quindi un incontro per un titolo mondiale a WrestleMania XXIV. Nella puntata di Raw del 28 gennaio Cena, invece di aspettare fino a WrestleMania, decise tuttavia di utilizzare la sua opportunità titolata per un immediato match al WWE Championship di Randy Orton a No Way Out.
Alla Royal Rumble, Edge difese con successo il World Heavyweight Championship contro Rey Mysterio grazie all'aiuto della General Manager di SmackDown, Vickie Guerrero, la quale subì volontariamente una 619 di Mysterio in modo tale da salvare Edge stesso, permettendogli poi di vincere l'incontro. Nella puntata di SmackDown del 1º febbraio l'assistente esecutivo Theodore Long, subentrato per l'occasione nel ruolo di General Manager a causa dell'infortunio di Vickie (storyline), sancì un rematch tra Edge e Mysterio con in palio il titolo per No Way Out.
Nella puntata di ECW del 22 gennaio Chavo Guerrero sconfisse CM Punk grazie all'aiuto del World Heavyweight Champion Edge, conquistando così l'ECW Championship per la prima volta. Nella puntata di ECW del 5 febbraio il General Manager Armando Estrada, dopo continue tensioni tra i due, annunciò un match tra Guerrero e Punk con in palio l'ECW Championship per No Way Out.
Dopo che John Cena decise di sfidare anticipatamente il WWE Champion Randy Orton, il General Manager di Raw, William Regal, annunciò un Elimination Chamber match per No Way Out fra Triple H, Shawn Michaels, Chris Jericho, l'Intercontinental Champion Jeff Hardy, John "Bradshaw" Layfield e Umaga, col vincitore che sarebbe diventato il primo sfidante al WWE Championship per WrestleMania XXIV.
Nella puntata di SmackDown del 1º febbraio l'assistente esecutivo dello show, Theodore Long, sancì un Elimination Chamber match tra Batista, The Undertaker, Big Daddy V, Finlay, The Great Khali e lo United States Champion Montel Vontavious Porter per No Way Out, col vincitore che sarebbe poi diventato il primo sfidante al World Heavyweight Championship per WrestleMania XXIV.
Dopo che sconfisse lo United States Champion Montel Vontavious Porter in due separate occasioni per evitare il ritiro dal ring, alla Royal Rumble prima e nella successiva puntata di SmackDown poi, Ric Flair venne sfidato da Mr. Kennedy, il quale si fece avanti per tentare di porre fine alla sua carriera. Dopo aver ottenuto l'approvazione di Vince McMahon, fu sancito un Career Threatening match tra Flair e Kennedy per No Way Out.

## Evento

### Match preliminari
L'opener dell'evento fu il match per l'ECW Championship tra il campione Chavo Guerrero e lo sfidante CM Punk. Durante le fasi iniziali entrambi si portarono in vantaggio l'un l'altro, con Punk che eseguì un superkick e un tilt-a-whirl backbreaker su Guerrero, mentre quest'ultimo lo colpì in seguito con dei suplex. Dopo che eseguì una powerslam, Punk tentò la GTS ma Guerrero rovesciò prima la manovra in una hurricanrana e poi lo colpì con una tornado ddt all'angolo. In seguito, Punk reagì e colpì Guerrero con un enzuigiri, i three amigos e un jumping knee all'angolo. Punk provò ancora invano la GTS, che Guerrero contrattaccò nuovamente dopo essersi aggrappato alle corde. Guerrero evitò una hurricanrana di Punk dalla terza corda, facendolo malamente cadere al tappeto, e lo colpì poi con la Frog Splash per vincere il match e mantenere il titolo.
L'incontro successivo fu l'Elimination Chamber match tra Batista, Big Daddy V, Finlay, lo United States Champion Montel Vontavious Porter, The Great Khali e The Undertaker per determinare il primo sfidante al World Heavyweight Championship a WrestleMania XXIV. Undertaker e Batista iniziarono l'incontro, mentre i restanti quattro vennero collocati nelle rispettive celle. Dopo un batti e ribatti, Big Daddy V entrò per terzo e attaccò entrambi, colpendo prima Undertaker con un samoan drop e poi Batista con un running splash all'angolo. Batista eseguì tuttavia uno spinebuster su Big Daddy V e lo gettò sulle grate metalliche con una clothesline oltre le corde. Undertaker colpì poi Big Daddy V con una ddt sulle grate, consentendo così a Batista di schienarlo per eliminarlo dal match. Khali entrò per quarto e colpì sia Batista che Undertaker con delle testate e delle brain chop. Khali eseguì poi la Khali Bomb su Undertaker, ma quest'ultimo si liberò dallo schienamento al conto di due. Subito dopo, Khali applicò la Vise Grip su Batista, però questi uscì dalla presa con un colpo basso e lo atterrò con una spear. Dopo aver colpito Batista con un big boot, Undertaker rinchiuse Khali nella Hell's Gate e lo forzò alla sottomissione per eliminarlo. Dopo che Undertaker lanciò ripetutamente Batista contro le catene della gabbia, Finlay entrò per quinto ed eseguì la Celtic Cross sullo stesso Undertaker, la quale non fu tuttavia abbastanza per eliminare quest'ultimo. Dopo un breve batti e ribatti fra i tre, Finlay gettò Undertaker attraverso il plexiglas di una cella. Batista eseguì poi un superplex dalla terza corda ai danni di Finlay, ma questi evase dallo schienamento al conteggio di due. Nel momento in cui entrò per sesto, MVP fu immediatamente attaccato da Undertaker all'interno della sua cella. MVP riuscì tuttavia a riprendersi e colpì sia Batista che Undertaker con un running big boot, aprendo poi una vistosa ferita alla fronte di quest'ultimo utilizzando una catena d'acciaio. MVP tentò di scampare dall'ira di Undertaker, il quale però lo schiantò al tappeto con una Chokeslam dalla cima di una cella, consentendo a Finlay di eliminarlo tramite schienamento. Hornswoggle apparì poi a sorpresa da sotto le grate e passò a Finlay lo shillelagh, che questi utilizzò per colpire sia Undertaker che Batista ma entrambi si liberarono dai rispettivi schienamenti. Undertaker bloccò poi Finlay e lo schiantò sulle grate con una Chokeslam, schienandolo per eliminarlo dalla contesa. Dopo alcuni minuti, Batista eseguì la Batista Bomb su Undertaker però questi si liberò incredibilmente dallo schienamento al conto di due. Undertaker rovesciò poi un attacco all'angolo di Batista e lo schiantò al tappeto con la Last Ride, ma anche in questo caso il conteggio si fermò al due. Batista tentò di lanciare Undertaker contro le catene della gabbia, ma quest'ultimo contrattaccò all'improvviso con il Tombstone Piledriver, tornando al contempo all'interno del ring, e lo schienò per vincere il match.
Il terzo incontro fu il Career Threatening match tra Ric Flair e Mr. Kennedy, in cui il primo, in caso di sconfitta, sarebbe stato costretto al ritiro. Nelle fasi iniziali, Kennedy applicò la figure-four leglock sullo stesso Flair, ma questi si liberò dalla presa dopo aver toccato le corde del ring. Kennedy eseguì poi la JFK, ma Flair uscì dallo schienamento al conto di due. In seguito, Flair attaccò ripetutamente le gambe di Kennedy e provò la figure-four leglock, però quest'ultimo contrattaccò e lo schienò con un roll-up, con l'arbitro che interruppe tuttavia il conteggio poiché si accorse che lo stesso Kennedy aveva fatto illegalmente leva sulle corde per tenere Flair al tappeto. Dopo un batti e ribatti, Flair applicò la figure-four leglock su Kennedy e lo forzò alla sottomissione per vincere il match e mantenere intatta la propria carriera.

### Match principali
Il quarto match fu per il World Heavyweight Championship tra il campione Edge e lo sfidante Rey Mysterio. Nelle prime fasi entrambi si portarono in vantaggio l'un l'altro, con Mysterio che eseguì una headscissor su Edge, mentre quest'ultimo lo colpì poi con un big boot. Mysterio eseguì un moonsault dalla terza corda e un tornado ddt all'angolo ai danni di Edge e lo colpì poi con la 619. Mysterio tentò poi uno spingboard crossbody dalle corde, ma Edge lo intercettò in mezz'aria con una Spear e lo schienò per mantenere il titolo dei pesi massimi. Al termine dell'incontro, Big Show fece il suo ritorno a sorpresa e tentò di attaccare l'infortunato Mysterio, ma fu fermato dal pugile Floyd Mayweather, il quale lo colpì con un gancio destro sul ring.
L'incontro seguente fu per il WWE Championship tra il campione Randy Orton e lo sfidante John Cena. Dopo un batti e ribatti iniziale, Cena eseguì un diving leg drop dalla terza corda ai danni di Orton, ma questi evase dallo schienamento al conto di due. Cena tentò poi la F-U, però Orton lo intrappolò in una sleeper hold. Dopo essersi liberato dalla presa, Cena colpì Orton con la protobomb e il five knuckle shuffle. In seguito, Cena provò nuovamente un diving leg drop dalla terza corda, ma Orton schivò la manovra e tentò l'esecuzione della RKO, che Cena stesso rovesciò tuttavia nella STFU. Dopo che riuscì a toccare le corde per interrompere la presa, Orton eseguì all'improvviso una RKO su Cena all'esterno del ring. Dopo che Cena fu in grado di rientrare sul quadrato entro il conteggio di dieci, Orton decise di colpire volontariamente l'arbitro e di perdere quindi il match per squalifica, conservando tuttavia il titolo come da regolamento.
Il main event fu l'Elimination Chamber match tra Chris Jericho, l'Intercontinental Champion Jeff Hardy, John "Bradshaw" Layfield, Shawn Michaels, Triple H e Umaga per determinare il primo sfidante al WWE Championship a WrestleMania XXIV. Jericho e Michaels iniziarono l'incontro, mentre i restanti quattro vennero collocati nelle rispettive celle. Dopo un batti e ribatti, Michaels tentò il diving elbow drop, ma Jericho alzò le ginocchia per evitare la manovra. Jericho provò poi ad applicare la Walls of Jericho, però Michaels rovesciò la presa in una Sharpshooter, la quale, tuttavia, fu a sua volta rovesciata in un inside cradle, che valse solamente un conto di due. Umaga entrò per terzo e dominò l'incontro, caricandosi entrambi sulle spalle per poi schiantarli al tappeto con un samoan drop. Dopo aver fallito un diving heabutt dalla terza corda, Umaga fu colpito dal diving elbow drop di Michaels, venendo poi intrappolato contemporaneamente in una crossface dello stesso Michaels e nella Walls of Jericho di Jericho. Poco dopo, JBL entrò per quarto e liberò Umaga dalle due prese, colpendo sia Michaels che Jericho con un big boot. JBL si accanì poi su Jericho, salvo subire una tornado ddt all'angolo da parte di quest'ultimo, mentre Umaga lanciò ripetutamente Michaels sulle grate metalliche. In seguito, Triple H entrò per quinto e colpì sia JBL che Umaga con un facebreaker knee smash, eseguendo poi due spinebuster su Jericho e Umaga stesso. Poco dopo, Triple H colpì JBL con una ddt e lo schienò, ma questi si liberò al conteggio di due. Dopo aver gettato Umaga contro una cella di plexiglas, Triple H schivò il Lionsault di Jericho e tentò su di lui il Pedigree, però JBL lo colpì all'improvviso con la Clothesline from Hell, impedendogli di eseguire la mossa. Subito dopo, JBL fu tuttavia colpito dal Codebreaker di Jericho, il quale lo schienò per eliminarlo dal match. Dopo essere stato eliminato, JBL colpì brutalmente Jericho, Michaels e Umaga con una sedia, lasciando poi il ring. Jeff Hardy entrò dunque per ultimo, eseguendo un low dropkick all'angolo ai danni di Michaels e un inverted suplex su Jericho. Hardy colpì poi simultaneamente Michaels e Triple H col Whisper in the Wind, salvo subire, subito dopo, un superkick di Umaga, il quale eseguì anche un uranage su Jericho e un diving headbutt su Triple H. Umaga colpì poi Jericho con un running hip attack attraverso una cella di plexiglas, frantumandola completamente. Pochi minuti dopo, Umaga tentò il Samoan Spike su Jericho, ma fu colpito all'improvviso dalla Sweet Chin Music di Michaels, impedendogli l'esecuzione della manovra. Umaga subì poi in successione anche il Codebreaker di Jericho, il Pedigree di Triple H e la Swanton Bomb di Hardy, eseguita dalla cima di una cella, venendo dunque eliminato da Jericho tramite schienamento. Dopo aver estromesso Umaga dalla contesa, Jericho fu immediatamente colpito dalla Sweet Chin Music di Michaels, che permise ad Hardy di schienarlo per eliminare anch'egli dall'incontro. Dopo aver colpito Michaels con la Twist of Fate, Hardy venne gettato sulle grate da Triple H, il quale eseguì poi il Pedigree sullo stesso Michaels per eliminarlo dal match. Dopo un batti e ribatti, Hardy lanciò Triple H contro le catene della gabbia e lo colpì poi con una ddt sulle grate, aprendogli una vistosa ferita alla fronte. Dopo aver fallito l'esecuzione della Swanton Bomb, Hardy fu atterrato dal Pedigree di Triple H, ma si liberò incredibilmente dallo schienamento al conteggio di due. Triple H tentò nuovamente il Pedigree, però Hardy lo sorprese con un colpo basso e provò l'esecuzione della Twist of Fate, la quale fu tuttavia contrattaccata. Triple H eseguì poi un altro Pedigree ai danni di Hardy, questa volta su una sedia, e lo schienò per vincere l'incontro.

## Risultati
| #    | Incontri                                                                                          | Stipulazioni                                                                                  | Durata |
| ---- | ------------------------------------------------------------------------------------------------- | --------------------------------------------------------------------------------------------- | ------ |
| Dark | Kane ha sconfitto Shelton Benjamin                                                                | Single match                                                                                  | 05:32  |
| 1    | Chavo Guerrero (c) ha sconfitto CM Punk                                                           | Single match per l'ECW Championship                                                           | 07:06  |
| 2    | The Undertaker ha sconfitto Batista, Big Daddy V, Finlay, The Great Khali e MVP                   | Elimination chamber match per determinare il primo sfidante al World Heavyweight Championship | 29:28  |
| 3    | Ric Flair ha sconfitto Mr. Kennedy                                                                | Single match Se Ric Flair avesse perso, sarebbe stato costretto a ritirarsi                   | 07:13  |
| 4    | Edge (c) ha sconfitto Rey Mysterio                                                                | Single match per il World Heavyweight Championship                                            | 05:27  |
| 5    | John Cena ha sconfitto Randy Orton (c) per squalifica                                             | Single match per il WWE Championship                                                          | 15:51  |
| 6    | Triple H ha sconfitto Chris Jericho, Jeff Hardy, John "Bradshaw" Layfield, Shawn Michaels e Umaga | Elimination chamber match per determinare il primo sfidante al WWE Championship               | 23:54  |

### Elimination chamber match diSmackDown
| N° eliminazione | Wrestler                 | N° ingresso | Eliminato da   | Tempo |
| --------------- | ------------------------ | ----------- | -------------- | ----- |
| 1°              | Big Daddy V              | 3°          | Batista        | 09:07 |
| 2°              | The Great Khali          | 4°          | The Undertaker | 12:38 |
| 3°              | Montel Vontavious Porter | 6°          | Finlay         | 22:31 |
| 4°              | Finlay                   | 5°          | The Undertaker | 24:11 |
| 5°              | Batista                  | 2°          | The Undertaker | 29:28 |
| Vincitore       | The Undertaker           | 1°          | —              | —     |

### Elimination chamber match diRaw
| N° eliminazione | Wrestler                 | N° ingresso | Eliminato da  | Tempo |
| --------------- | ------------------------ | ----------- | ------------- | ----- |
| 1°              | John "Bradshaw" Layfield | 4°          | Chris Jericho | 13:44 |
| 2°              | Umaga                    | 3°          | Chris Jericho | 19:45 |
| 3°              | Chris Jericho            | 1°          | Jeff Hardy    | 19:57 |
| 4°              | Shawn Michaels           | 2°          | Triple H      | 20:25 |
| 5°              | Jeff Hardy               | 6°          | Triple H      | 23:54 |
| Vincitore       | Triple H                 | 5°          | —             | —     |